# 姚诗声
姚诗声，清朝人，是一名清朝政治人物。
姚诗声曾于1910年接替沈潮任崇明县知县一职，1911年由王绍曾接任。